# James Clark, 1. Baron

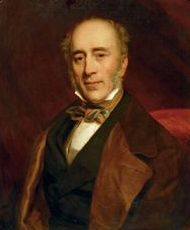
James Clark

Sir James Clark, 1. Baron Clark, (* 14. Dezember 1788 in Cullen, Banffshire; † 19. Juni 1870 in Bagshot Park, Surrey) war ein britischer Mediziner und 1837 bis 1860 Leibarzt (Physician in ordinary) von Queen Victoria.
Clark ging in Fordyce auf die Schule und studierte an den Universitäten Aberdeen (zunächst mit der Absicht Jurist zu werden) und Edinburgh. 1809 wurde er Mitglied des Royal College of Surgeons of Edinburgh. Nach sechs Jahren als Arzt bei der Royal Navy, wobei zwei seiner Schiffe Schiffbruch erlitten, setzte er sein Studium in Edinburgh 1815 fort und erhielt 1817 seinen Abschluss als M.D. Anschließend reiste er in Begleitung eines Patienten, der an Tuberkulose litt, in Frankreich und Schweiz. Dabei erhob er meteorologische Daten und später untersuchte er Mineralquellen und Heilbäder (wie Karlsbad), deren Kenntnis er später in mehreren Publikationen für das englische Publikum verbreitete. Ab 1819 hatte er eine Praxis in Rom, wo John Keats zu seinen Patienten zählte. Er diagnostizierte bei ihm Tuberkulose und setzte ihn auf eine strenge Diät, ließ ihn zur Ader und entzog ihm das Laudanum aus Angst davor, dass dieser eine Überdosis nahm. 1821 starb Keats an Tuberkulose. In Europa machte er auch Bekanntschaft mit englischen und europäischen Aristokraten wie den späteren König Leopold I. von Belgien, dessen Arzt er in London wurde. Ab 1826 kehrte er nach England zurück, erhielt ein Lizenziat des College of Physicians, wurde Arzt am Krankenhaus St. George’s Infirmary und gründete eine eigene Praxis in London. 1835 wurde er Arzt der Herzogin von Kent und ihrer Tochter (der späteren Queen Victoria) und 1837 der Leibarzt von Queen Victoria. 1840 wurde er auch Arzt von Prinz Albert. Dadurch gelangte er zu großem Einfluss auch über die königliche Familie hinaus. Er war in mehreren königlichen Kommissionen und ab 1838 im Senat der Universität London und war am Ausbau der medizinischen Fakultät beteiligt ebenso wie 1845 am Aufbau des Royal College of Chemistry. 1859 bis 1860 war er im General Medical Council.
1839 wurde er in einen Skandal um die Hofdame der Herzogin von Kent, Flora Hastings verwickelt. Sie hatte einen geschwollenen Unterleib und konsultierte Clark, der aber keine Diagnose abgeben wollte, bevor er sie nicht näher untersucht hätte, was diese anfangs verweigerte. Gerüchte kamen auf, dass sie schwanger wäre, was man auf Clark zurückführte. Schließlich diagnostizierte man einen Lebertumor in fortgeschrittenem Stadium, an dem sie bald darauf starb.
1838 wurde er Baron. Er war ab 1866 Knight Commander des Bath-Ordens (KCB) und ab 1834 Ritter und ab 1850 Kommandeur des Leopold-Ordens. 1832 wurde er Fellow der Royal Society.

## Schriften
- Medical Notes on Climate, Diseases, Hospitals, and Medical Schools in France, Italy, and Switzerland, comprising an Inquiry into the Effects of a Residence in the South of Europe in Cases of Pulmonary Consumption, 1822
- The Influence of Climate in the Prevention and Cure of Chronic Diseases, more particularly of the Chest and Digestive Organs, 1829
- Treatise on Pulmonary Consumption, comprehending an Inquiry into the Causes, Nature, Prevention, and Treatment of Tuberculous and Scrofulous Diseases in general, 1835